# Vincenc Josef Rott
Vincenc Josef Rott, také Vincenz Joseph (18. května 1813 v Českém Brodě jako Čeněk Josef – 25. prosince 1890 v Praze) byl pražský obchodník.

## Životopis
Narodil se v Českém Brodě jako syn sanytrníka Cypriana Hilaria Rotta (1775–1822) a jeho druhé manželky Magdaleny, roz. Čechurové (⚭1807), jeden z jejich osmi dětí. Dalších, starších pět dětí měl Cyprian s první ženou Veronikou (⚭1798, †1806, roz. Weisnerovou, ovd. Sedláčkovou).
Čeněk přišel do Prahy už jako devítiletý, o Vánocích, za strýcem Eustachem, zřejmě ze strachu před trestem. Vyučil se u firmy Egidi Kriner / Jiljí Kriner (Jiljí Kriner a synové) a zkušeností nabyl jako její obchodní cestující, mj. v Uhrách, Turecku, Švýcarsku a Itálii.
Spolu s bratrem Augustem Jakubem, který za ním do Prahy přišel, založili v roce 1839 obchod s hudebními nástroji a dílnu na žesťové (dechové z plechu) hudební nástroje pod značkou Gebrüder Rott (Bratři Rottovi). Bratři brzy pokračovali každý svou cestou – v roce 1840 August Jakub převzal hudební dílnu a obchod, který přestěhoval a rozšířil na Vinohradech, Vincenc Josef pokračoval s železářským obchodem („se zbožím norimberským“), hodinami, hodinářským zbožím a hudebními nástroji na východní straně Malého náměstí v domě čp. 10. Podle rodinného podání byl obchod založen v sobotu 1. listopadu 1840, toto datum bylo později ustanoveno jako den založení firmy V. J. Rott.
Roku 1841 se Vincenc Josef oženil s Marií Eckhardtovou (1824–1890), dcerou pražského měšťana a kováře. Roku 1855 vzrůstající firmu, kterou společně provozovali, tehdy již velkoobchod, přestěhovali do nově zakoupeného domu na druhé straně náměstí (č. p. 142/I).
Vincenc Josef Rott byl kromě obchodních aktivit činný i v politice, účastnil se aktivně událostí roku 1848.

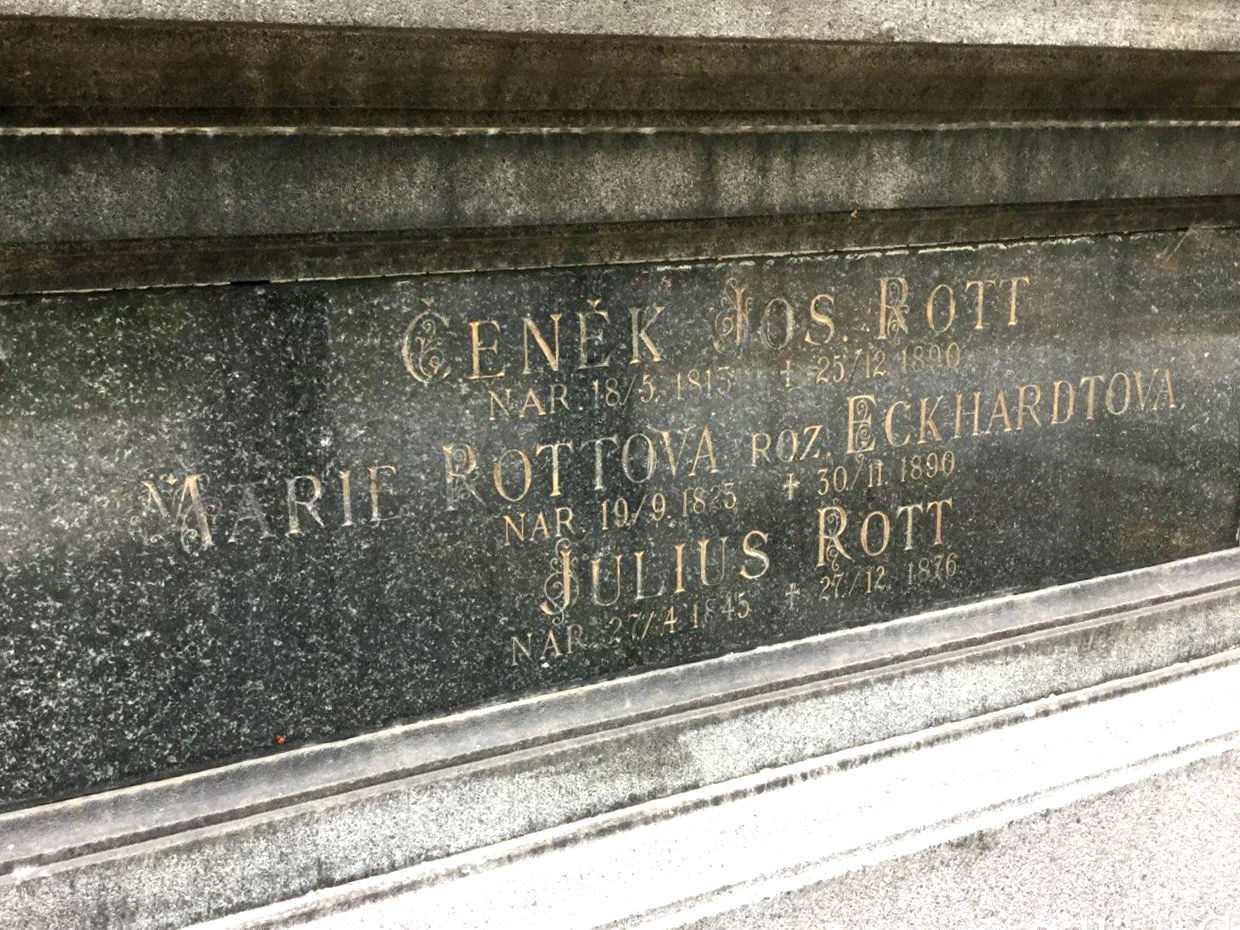
Čeněk Josef, Marie a Julius Rottovi, Olšanské hřbitovy (VII 23)

Manželé Rottovi měli osm dětí, tři syny a pět dcer – Marie Anna (1843–), Julius František (1845–76), Emil Maria Vincenc (1847–1910), Ladislav (1851–1906), Anna Vincencie (1853–1939), Vincencie Henrietta (1855–), Gabriela Josefa (1858–) a Julia Pavlína (1868–1940), z nichž Julius a Ladislav převzali obchod. Zemřeli pouhý měsíc po sobě na konci roku 1890.
V roce 1872 rodinnou firmu od otce společně převzali jeho synové Julius (1845–1876) a Ladislav (1851–1906).
Tam ji oni i potomci dále rozšiřovali až do února 1948.
Po únoru 1948 „správci národního majetku“ firmu převedli do znárodněného podniku, jako část Kovomatu. Ten zůstal na Malém náměstí až do roku 1993, kdy – podle Vladimíra J. Rotta (*1950) protiprávně  – přešel do rukou bývalého ředitele národního podniku a jeho společníků.

## Rodopis
Manželem jeho dcery Anny byl podnikatel Václav Frič. S Karolínou Světlou a Sofií Podlipskou měl Vincenc, po meči, společného praděda Jakuba Rotta (1718–1779).

## Kultura a umění

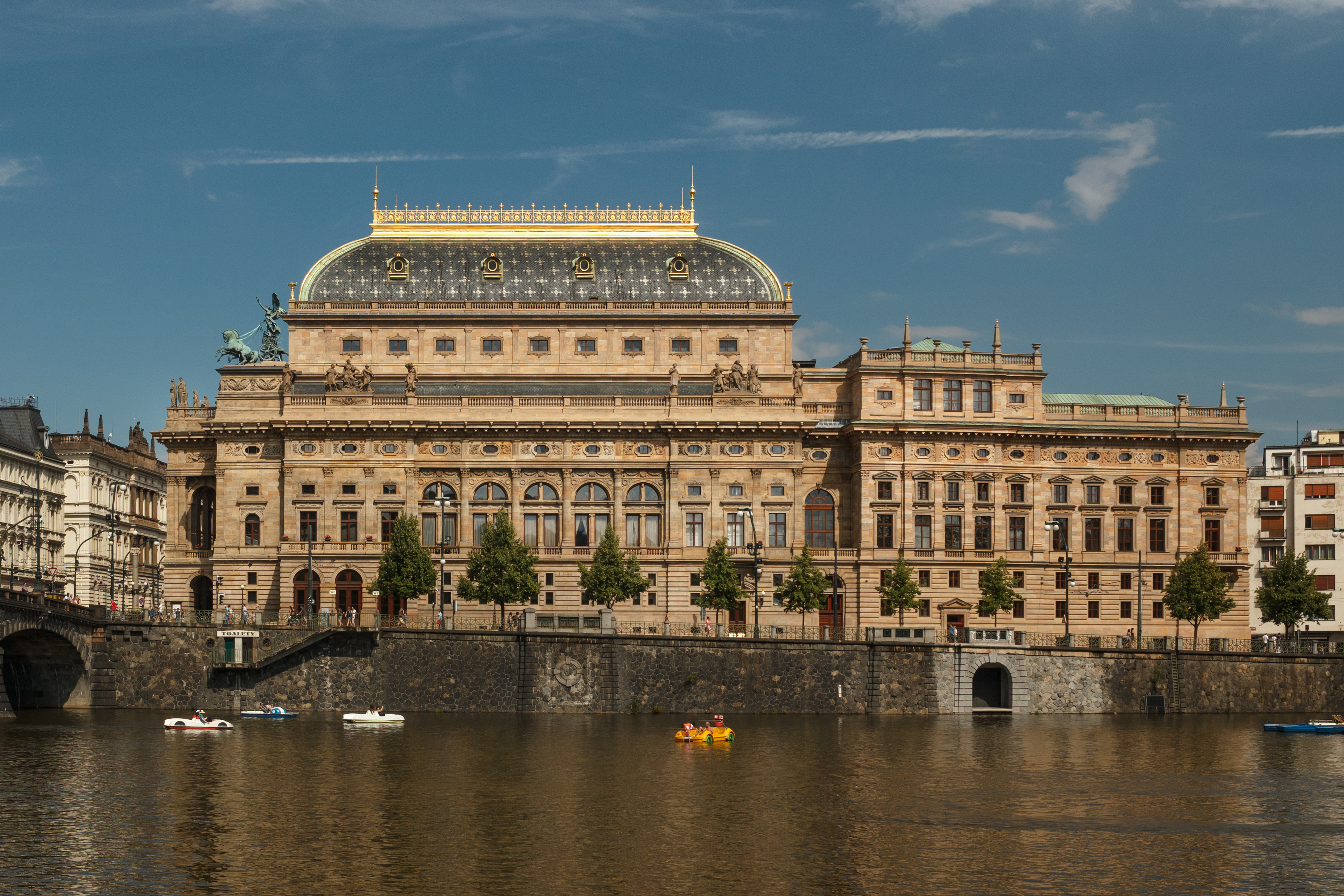
Národní divadlo v Praze, pohled přes Vltavu ze Střeleckého ostrova

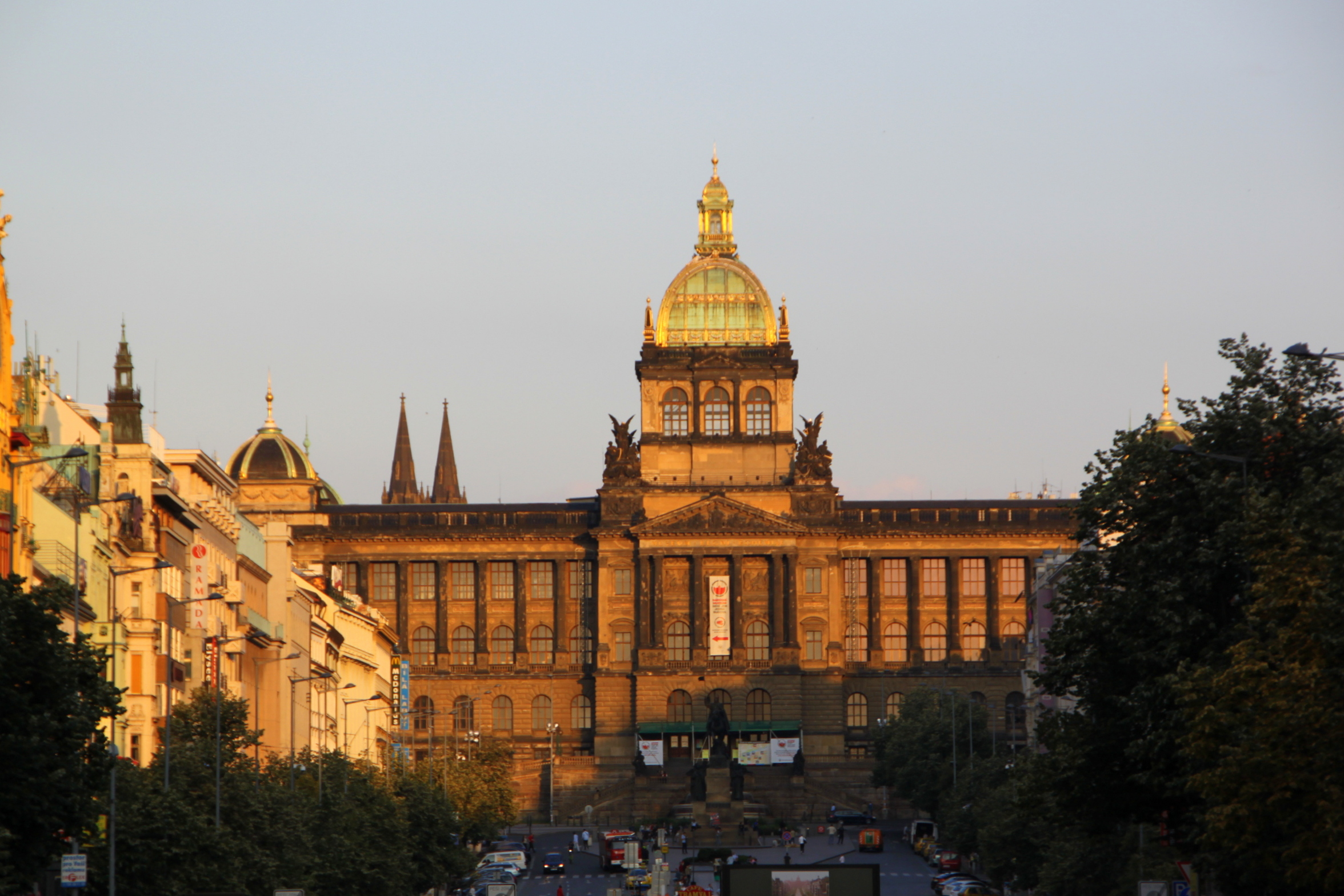
Národní muzem v Praze

Rod Rottů podporoval vznikající českou národní kulturu a umění. Vincenc Josef podstatně přispěl na sbírky pro stavbu Národního divadla (sbírky zahájeny v roce 1851, pozemek zakoupen 1852, otevřeno jako Prozatímní v roce 1862, Národní divadlo postaveno v letech 1867–81).
V tom pokračovali jeho synové, Ladislav také podstatně přispěl na obnovení divadla po požáru (v roce 1881, znovu otevřeno bylo 1883).
Vincence Josef byl dále také členem Společnosti Národního muzea (založeno 1818 jako Vlastenské muzeum, na Václavském náměstí od roku 1891) a sběratelem starého umění, sbíral zejména bohoslužebné předměty a devocionálie, včetně textilií.

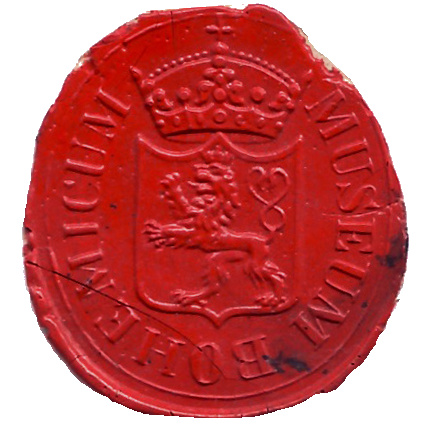
Pečeť ku příležitosti založení Musea Království českého v roce 1818
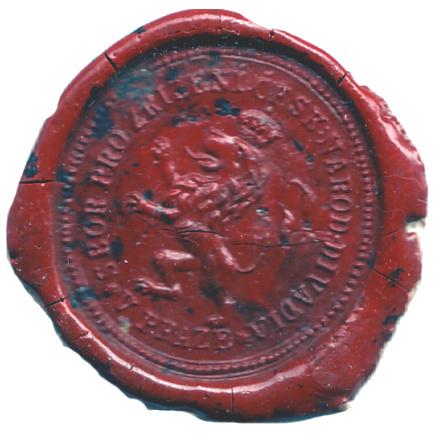
Pečeť Sboru pro zřízení národního divadla v Praze, 1851
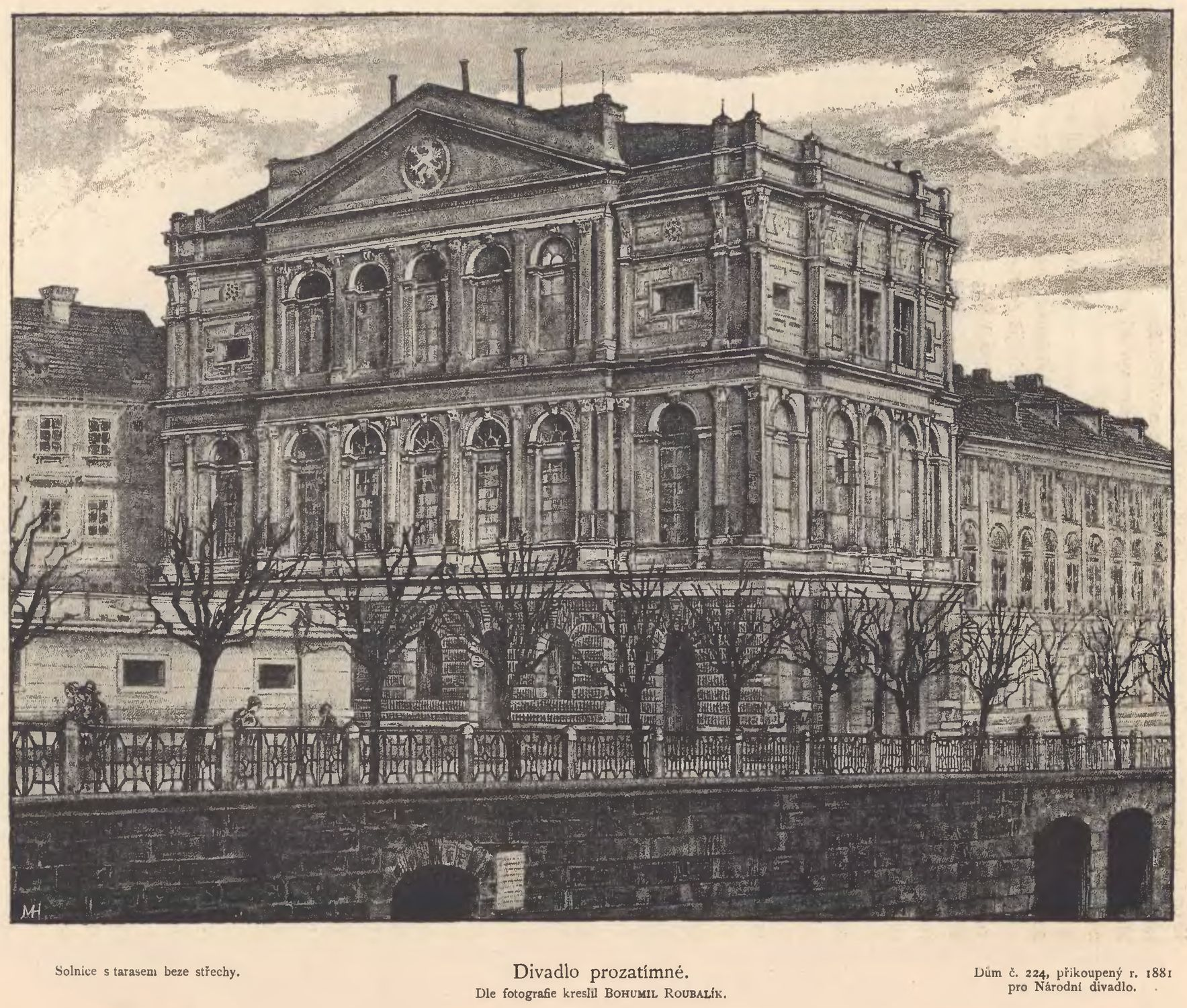
Divadlo prozatímné, 1862–83